# Hugh Bryan Spencer Womersley
 (juillet 2022).
La mise en forme du texte ne suit pas les recommandations de Wikipédia : il faut le « wikifier ».
Les points d'amélioration suivants sont les cas les plus fréquents :
- Les titres sont pré-formatés par le logiciel. Ils ne sont ni en capitales, ni en gras.
- Le texte ne doit pas être écrit en capitales (les noms de famille non plus), ni en gras, ni en italique, ni en « petit »…
- Le gras n'est utilisé que pour surligner le titre de l'article dans l'introduction, une seule fois.
- L'italique est rarement utilisé : mots en langue étrangère, titres d'œuvres, noms de bateaux, etc.
- Les citations ne sont pas en italique mais en corps de texte normal. Elles sont entourées par des guillemets français : « et ».
- Les listes à puces sont à éviter, des paragraphes rédigés étant largement préférés. Les tableaux sont à réserver à la présentation de données structurées (résultats, etc.).
- Les appels de note de bas de page (petits chiffres en exposant, introduits par l'outil «  Source ») sont à placer entre la fin de phrase et le point final[comme ça].
- Les liens internes (vers d'autres articles de Wikipédia) sont à choisir avec parcimonie. Créez des liens vers des articles approfondissant le sujet. Les termes génériques sans rapport avec le sujet sont à éviter, ainsi que les répétitions de liens vers un même terme.
- Les liens externes sont à placer uniquement dans une section « Liens externes », à la fin de l'article. Ces liens sont à choisir avec parcimonie suivant les règles définies. Si un lien sert de source à l'article, son insertion dans le texte est à faire par les notes de bas de page.
- La présentation des références doit suivre les conventions bibliographiques. Il est recommandé d'utiliser les modèles {{Ouvrage}}, {{Chapitre}}, {{Article}}, {{Lien web}} et/ou {{Bibliographie}}. Le mode d'édition visuel peut mettre en forme automatiquement les références.
- Insérer une infobox (cadre d'informations à droite) n'est pas obligatoire pour parachever la mise en page.

Pour une aide détaillée, merci de consulter Aide:Wikification.
Si vous pensez que ces points ont été résolus, vous pouvez retirer ce bandeau et améliorer la mise en forme d'un autre article.
Hugh Bryan Spencer Womersley (1922-2011) est un phycologue australien.
Il est le fils de Herbert Womersley (1889-1962), entomologiste et acarologue australien.

## Publications

### Articles scientifiques
- (en) Womersley H.B.S., 1949. Studies on the marine algae of southern Australia. No 3. Notes on Dictyopteris Lamouroux. Transactions of the Royal Society of South Australia 73: 113–116, 1 fig, Plate XXII.
- (en) Womersley H.B.S. & Shepley E.A., 1959. Studies on the Sarcomenia group of the Rhodophyta. Australian Journal of Botany 7: 168–223, 110 figs, 5 plates.
- (en) Shepley E.A. & Womersley H.B.S., 1960. Sympodophyllum, a new genus of Delesseriaceae (Rhodophyta) from South Australia. Nova Hedwigia 1(3-4): 383–388, Plate 76.
- (en) Womersley H.B.S., 1964. The morphology and taxonomy of Cystophora and related genera (Phaeophyta). Australian Journal of Botany 12: 53–110, 48 figs, 16 plates, DOI 10.1071/BT9640053.
- (en) Womersley H.B.S., 1965. The morphology and relationships of Sonderella (Rhodophyta, Rhodomelaceae). Australian Journal of Botany 13: 435–450, 16 figs, 3 plates.
- (en) Womersley H.B.S., 1965. The Helminthocladiaceae (Rhodophyta) of southern Australia. Australian Journal of Botany 13: 451–487, 75 figs, 7 plates.
- (en) Womersley H.B.S., 1967. A critical survey of the marine algae of southern Australia. II. Phaeophyta. Australian Journal of Botany 15: 189–270, 6 figs.
- (en) Nizamuddin M. & Womersley H.B.S., 1967. The morphology and taxonomy of Myriodesma (Fucales). Nova Hedwigia 12: 373–383, plates 69–73.
- (en) Womersley H.B.S. & Abbott I.A., 1968. Structure and reproduction of Neoardissonea Kylin (Rhodophyta, Naccariaceae). Journal of Phycology 4: 173–177.
- (en) Baldock R.N. & Womersley H.B.S., 1968. The genus Bornetia (Rhodophyta, Ceramiaceae) and its southern Australian representatives, with description of Involucrana gen nov.. Australian Journal of Botany 16: 197–216, 35 figs, 4 plates.
- (en) Womersley H.B.S. & Bailey A., 1970. Marine algae of the Solomon Islands. Philosophical Transactions of the Royal Society of London, B. Biological Sciences 259: 257–352.
- (en) Womersley H.B.S., 1971. The relationships of Nizymenia and Stenocladia (Gigartinales, Rhodophyta). Phycologia 10: 199–203, 4 figs.
- (en) Womersley H.B.S., 1971. Palmoclathrus, a new deep water genus of Chlorophyta. Phycologia 10(2-3): 229–233, DOI 10.2216/i0031-8884-10-2-229.1.
- (en) Womersley H.B.S. & Norris R.E., 1971. The morphology and taxonomy of Australian Kallymeniaceae (Rhodophyta). Australian Journal of Botany (Suppl. 2): 1–62, 108 figs.
- (en) Womersley H.B.S., 1973. Further studies on Australian Kallymeniaceae (Rhodophyta). Transactions of the Royal Society of South Australia 97: 253–256, 7 figs.
- (en) Gordon-Mills E.M. & Womersley H.B.S., 1974. The morphology and life history of Mazoyerella gen. nov. (M. arachnoidea (Harvey) comb. nov.) - Rhodophyta, Ceramiaceae - from southern Australia. British Phycological Journal 9: 127–137.
- (en) MacRaild G.N. & Womersley H.B.S., 1974. The morphology and reproduction of Derbesia clavaeformis (J. Agardh) DeToni (Chlorophyta). Phycologia 13: 83–93, 15 figs, 1 table, DOI 10.2216/i0031-8884-13-2-83.1.
- (en) Saito Y. & Womersley H.B.S., 1974. The southern Australian species of Laurencia (Ceramiales: Rhodophyta). Australian Journal of Botany 22(4): 815–874, 27 figs, DOI 10.1071/BT9740815.
- (en) Womersley H.B.S. & Conway E., 1975. Porphyra and Porphyropsis (Rhodophyta) in southern Australia. Transactions of the Royal Society of South Australia 99: 59–70, 7 figs.
- (en) Min-Thein U. & Womersley H.B.S., 1976. Studies on southern Australian taxa of Solieriaceae, Rhabdoniaceae and Rhodophyllidaceae (Rhodophyta). Australian Journal of Botany 24: 1–166, 69 figs.
- (en) Reedman D.J. & Womersley H.B.S., 1976. Southern Australian species of Champia and Chylocladia (Rhodymeniales: Rhodophyta). Transactions of the Royal Society of South Australia 100: 75–104, 14 figs.
- (en) Womersley H.B.S., 1978. Southern Australian species of Ceramium Roth (Rhodophyta). Australian Journal of Botany 29: 205–257, 15 figs.
- (en) Womersley H.B.S. & Shepley E.A., 1982. Southern Australian species of Hypoglossum (Delesseriaceae, Rhodophyta). Australian Journal of Botany 30: 321–346, 9 figs, DOI 10.1071/BT9820321.
- (en) Shepley E.A. & Womersley H.B.S., 1983. The Dumontiaceae (Cryptonemiales, Rhodophyta) of southern Australia. Transactions of the Royal Society of South Australia 107: 201–217, 6 figs.
- (en) Skinner S. & Womersley H.B.S., 1984. Southern Australian taxa of Giraudiaceae (Dictyosiphonales, Phaeophyta). Phycologia 23: 161–181, 57 figs, 2 tables.
- (en) Gordon-Mills E.M. & Womersley H.B.S., 1987. The genus Chondria C. Agardh (Rhodomelaceae, Rhodophyta) in southern Australia. Australian Journal of Botany 35: 477–565, 29 figs.
- (en) Edyvane K.S. & Womersley H.B.S., 1993. Morphology and taxonomy of Rhodoglossum gigartinoides (Sonder) comb. nov. (Gigartinaceae, Rhodophyta) from Australia and New Zealand. Phycologia 32: 237–250, 27 figs, DOI 10.2216/i0031-8884-32-4-237.1.
- (en) Guiry M.D. & Womersley H.B.S., 1993. Capreolia implexa gen. et sp. nov. in Australia and New Zealand (Gelidiales, Rhodophyta); an intertidal red alga with an unusual life history. Phycologia 32: 266–277.
- (en) Johansen H.W. & Womersley H.B.S., 1994. Jania (Corallinales, Rhodophyta) in southern Australia. Australian Systematic Botany 7: 605–625, 42 figs.

### En tant qu'éditeur pour la série "The marine benthic flora of Southern Australia"
- (en) Womersley H.B.S., 1984. The marine benthic flora of Southern Australia, Part I. in Handbooks of the flora of South Australia. Adélaïde, 357 pages (lien).
- (en) Womersley H.B.S., 1987. The marine benthic flora of Southern Australia, Part II. in Handbooks of the flora of South Australia. Adélaïde, 497 pages (lien).
  - (en) Womersley H.B.S., 1987. Phaeophyta. 481 pp., 169 figs, 1 table, 8 plates, 4 maps. Adelaide: South Australian Government Printing Division.
- (en) Womersley H.B.S., 1994. The marine benthic flora of southern Australia. Part IIIA. Bangiophyceae and Florideophyceae (Acrochaetiales, Nemaliales, Gelidiales, Hildenbrandiales and Gigartinales sensu lato). (Womersley, H.B.S. Eds), pp. 118–142. Canberra: Australian Biological Resources Study.
  - (en) Woelkerling W.J. & Womersley H.B.S., 1994. Order Acrochaetiales Feldmann 1953: 12.
  - (en) Womersley H.B.S. & Guiry M.D., 1994. Order Gelidiales Kylin 1923: 132.
  - (en) Womersley H.B.S. & Lewis J.A., 1994. Family Halymeniaceae Bory 1828: 158.
  - (en) Lewis J.A. & Womersley H.B.S., 1994. Family Phyllophoraceae Nägeli 1847: 248.
  - (en) Womersley H.B.S. & Kraft G.T., 1994. Family Nemastomataceae Schmitz 1892:2, nom. cons..
  - (en) Edyvane K.S. & Womersley H.B.S., 1994. Family Gigartinaceae Kützing 1843: 389.
  - (en) Huisman J.M. & Womersley H.B.S., 1994. Family Galaxauraceae Parkinson 1983: 608.
- (en) Womersley H.B.S., 1996. The marine benthic flora of southern Australia - Part IIIB - Gracilariales, Rhodymeniales, Corallinales and Bonnemaisoniales. Vol. 5 pp. 1–392, 160 figs. Canberra & Adelaide: Australian Biological Resources Study & the State Herbarium of South Australia.
- (en) Womersley H.B.S., 1998. The marine benthic flora of southern Australia - Part IIIC. Ceramiales - Ceramiaceae, Dasyaceae. pp. 535. Canberra & Adelaide: Australian Biological Resources Study & State Herbarium of South Australia. 
  - (en) Womersley H.B.S. & Wollaston E.M., 1998. Tribe Pterothamnieae.
- (en) Womersley H.B.S., 2003. The marine benthic flora of southern Australia - Part IIID Ceramiales - Delesseriaceae, Sarcomeniaceae, Rhodomelaceae. pp. [1]–533. Canberra & Adelaide: Australian Biological Resources Study & State Herbarium of South Australia.